# Emma Henriksson
Emma Elisabeth Rebecka Henriksson, född Hagselius den 18 november 1977 i Huddinge, är en före detta svensk politiker (kristdemokrat). Hon var riksdagsledamot 2006–2018, invald för Stockholms läns valkrets, och ordförande i socialutskottet 2014–2018. Hon var andre vice partiordförande åren 2015–2017. Som talesperson företrädde hon partiet i ett flertal centrala frågor, bland annat familjepolitik, hälso- och sjukvård, funktionshindersfrågor och migrationspolitik. Hon var statsrådsersättare för Mats Odell 2006–2010 och blev ordinarie riksdagsledamot 2010.
Bland Henrikssons riksdagsuppdrag märks främst att hon var ordförande i Socialutskottet 2014-208 ordförande för Riksrevisionens parlamentariska råd 2010–2018. Utöver detta var hon ledamot i socialförsäkringsutskottet 2010–2018 (suppleant sedan 2014) och var ledamot i finansutskottet åren 2006–2010 (suppleant sedan 2014).
Hon var kristdemokraternas gruppledare i riksdagen 2012–2015.
Under de 12 åren i Riksdagen undertecknade Henriksson 276 motioner samt höll 140 anföranden. Det som fick mest spridning var anförandet om hanteringen av den tillfälliga lagen rörande ensamkommande flyktingbarn. Efter att ha publicerats på Facebook av Jessica Schedvin fick anförandet över 100 000 visningar och spreds av mer än 1000 konton.
Hon var ledamot i Kristdemokraternas partistyrelse från 2007–2017 och i ingick från 2011 i dess verkställande utskott samt andre vice partiledare 2015–2017 varefter hon valde att avgå. Åren 2007–2010 var hon ordförande för Kristdemokraterna i Stockholms län.
Under mandatperioden 2006–2010 var hon ledamot av kommunfullmäktige i Huddinge. Under åren 2003–2006 var hon ledamot i miljönämnden i Huddinge.
Åren 2003–2004 var hon 2:e vice ordförande för Kristdemokratiska ungdomsförbundet.
Henriksson har tidigare ingått i insynsråden för Konsumentverket samt Ungdomsstyrelsen (numer MUCF - Myndigheten för ungdoms- och civilsamhällesfrågor) och insynsrådet för IVO - Inspektionen för vård och omsorg. Hon ingår idag i insynsrådet för Folkhälsomyndigheten.
Henriksson avlade 2003 en filosofie kandidatexamen i statsvetenskap vid Stockholms universitet.
Henriksson är idag generalsekreterare för Famna - Riksorganisationen för idéburen välfärd samt innehar ett flertal styrelseuppdrag. Bland annat som ordförande för Forte, Ecpat, Patientförsäkringsföreningen och Diabetes Stockholm
Bland tidigare uppdrag som främst varit inom områden kring hälsa, välfärd, funktionsrätt och barns rättigheter finns såväl uppdrag som moderator, rådgivare i rollen som konsult på Reform Society samt styrelseuppdrag i bland annat Rädda Barnen välfärd, S:t Lukas, Skyddsvärnet Anno 1910, Famna - Idéburen välfärd och LHC - Leading Health Care samt fristående krönikör i tidningen Dagen.
2023 utsågs Henriksson av regeringen till särskild utredare för Suicidanalysutredningen som lämnade sina förslag till socialminister Jakob Forssmed den 1 oktober 2024.